# 34846 Vincent
34846 Vincent è un asteroide della fascia principale. Scoperto nel 2001, presenta un'orbita caratterizzata da un semiasse maggiore pari a 3,1779115 au e da un'eccentricità di 0,2425545, inclinata di 25,82852° rispetto all'eclittica.